# 1896년 하계 올림픽 육상 남자 높이뛰기
1896년 하계 올림픽 육상 남자 높이뛰기는 그리스 아테네에서 개최된 1896년 하계 올림픽 육상의 세부 종목이다. 4월 10일, 파나티나이코 경기장에서 진행되었다.

## 경기장
| 도시   | 경기장              | 원어명             | 로마자명            |
| ------ | ------------------- | ------------------ | ------------------- |
| 아테네 | 파나티나이코 경기장 | Παναθηναϊκό Στάδιο | Panathenaic Stadium |

## 경기 결과
| 순위 | 선수                | 기록   |
| ---- | ------------------- | ------ |
| 1    | 엘러리 클라크 (USA) | 1.81 m |
| 2    | 로버트 개릿 (USA)   | 1.65 m |
| 2    | 제임스 코놀리 (USA) | 1.65 m |
| 4    | 헨릭 셰베리 (SWE)   | 1.60 m |
| 5    | 프리츠 호프만 (GER) | 1.55 m |

출전 선수 모두 1.5m와 1.55m는 성공했다. 호프만은 1.60m를 실패했다. 셰베리는 1.60m를 넘었으나 1.625m는 넘지 못했다. 이 종목에 출전한 미국 선수 3명은 1.65m까지 성공했으나 클라크만 1.675m를 성공했다. 클라크는 그 후에 1.70m, 1.75m, 1.81m를 성공했다.

## 메달리스트
| 종목          | 금                   | 은                   | 동   |
| ------------- | -------------------- | -------------------- | ---- |
| 남자 높이뛰기 | 엘러리 클라크 · 미국 | 제임스 코놀리 · 미국 | 없음 |
| 남자 높이뛰기 | 엘러리 클라크 · 미국 | 로버트 개릿 · 미국   | 없음 |

## 참고 자료
- 국제 올림픽 위원회 - 1896년 하계 올림픽 육상 경기 결과 (영어)
- Lampros, S.P.; Polites, N.G.; De Coubertin, Pierre; Philemon, P.J.; & Anninos, C. (1897). 《The Olympic Games: BC 776 – AD 1896》. Athens: Charles Beck. (Digitally available at  보관됨 2013-01-16 - 웨이백 머신)
- Mallon, Bill; & Widlund, Ture (1998). 《The 1896 Olympic Games. Results for All Competitors in All Events, with Commentary》. Jefferson: McFarland. ISBN 0-7864-0379-9. (Excerpt available at )
- Smith, Michael Llewellyn (2004). 《Olympics in Athens 1896. The Invention of the Modern Olympic Games》. London: Profile Books. ISBN 1-86197-342-X.